# Валджойе
Валджо̀йе (на италиански и на пиемонтски: Valgioie; на окситански: Voudjinh, Воуджин) е село и община в Метрополен град Торино, регион Пиемонт, Северна Италия. Разположено е на 870 m надморска височина. Към 1 януари 2020 г. населението на общината е 928 души, от които 68 са чужди граждани.